# Anton van den Hurk

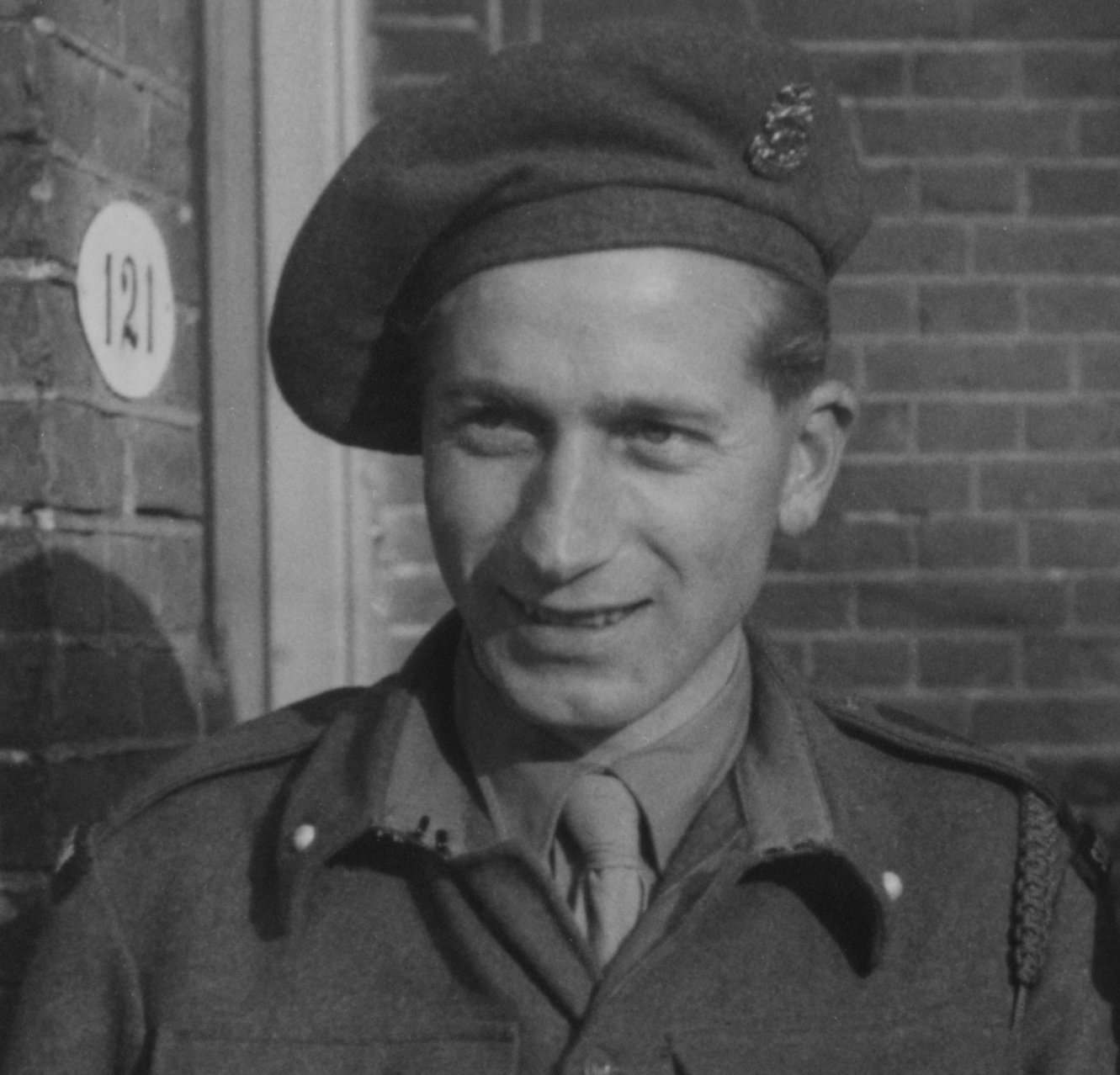
Anton van den Hurk (LKP-Rotterdam).

Antonius van den Hurk (Tiel, 4 maart 1919 - Amstelveen, 16 februari 1969) was een Nederlandse verzetsstrijder tijdens de Tweede Wereldoorlog.
Van den Hurk (schuilnaam: 'Pierre Rotterdam') was tijdens de oorlog werkzaam als Wachtmeester der Politie te Amstelveen.
Hij begon zijn illegale werk als medewerker van de Landelijke Organisatie voor Hulp aan Onderduikers (L.O.) in de omgeving van Amsterdam, vermoedelijk in de eerste helft van 1944. Hij kwam daar in contact met Jan Arie de Groot (schuilnaam 'Jos') en zijn ploegleden, waaronder Isidoor Huijkman en Siemen Sleeswijk Visser, die al begin juli 1944 vanuit Amsterdam waren uitgeweken naar Rotterdam, omdat het na een reeks arrestaties aldaar te gevaarlijk werd, maar ook nog wel elders in het land opereerden.
Op 25 juli 1944 verschafte Van den Hurk tijdens zijn nachtdienst toegang aan 12 verzetsmensen, met als kern De Groot en zijn mensen, tot het gemeentehuis te Amstelveen, dat tevens als distributiekantoor dienstdeed. Deze overval leverde onder meer een hoeveelheid bonkaarten, ruim 500 blanco persoonsbewijzen en diverse stempels op.
Na de overval ging hij met De Groot mee naar Rotterdam en trad toe tot diens knokploeg, 'Ploeg Jos', die zich eind 1944 aansloot bij de Landelijke Knokploegen (L.K.P.).
Vanaf oktober 1944 was Van den Hurk districtscommandant van de dropping-grounds in het district Rotterdam en tevens gewestelijk officier van bewapening.

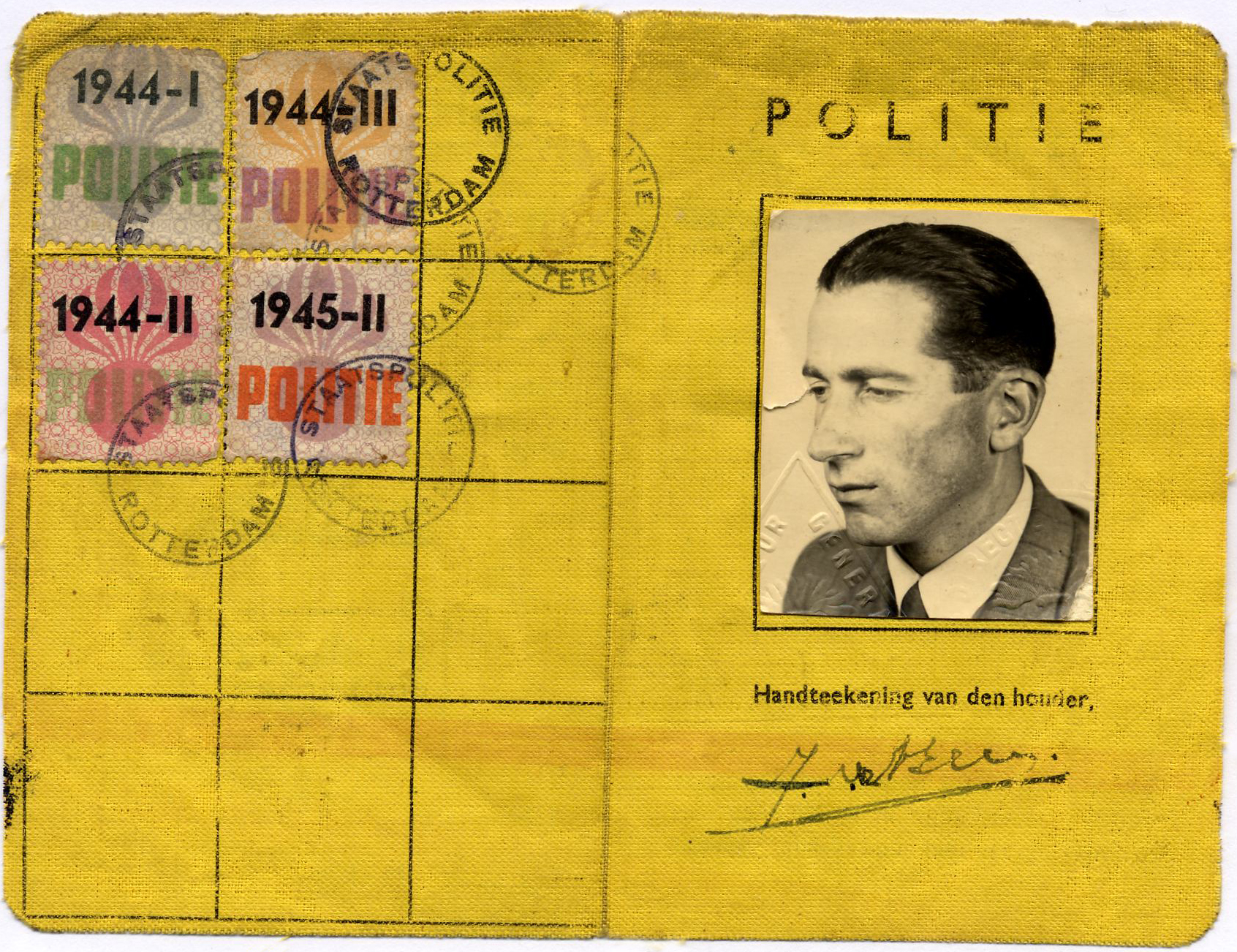
Buitenzijde van een vervalste ID kaart van 'Pierre'.
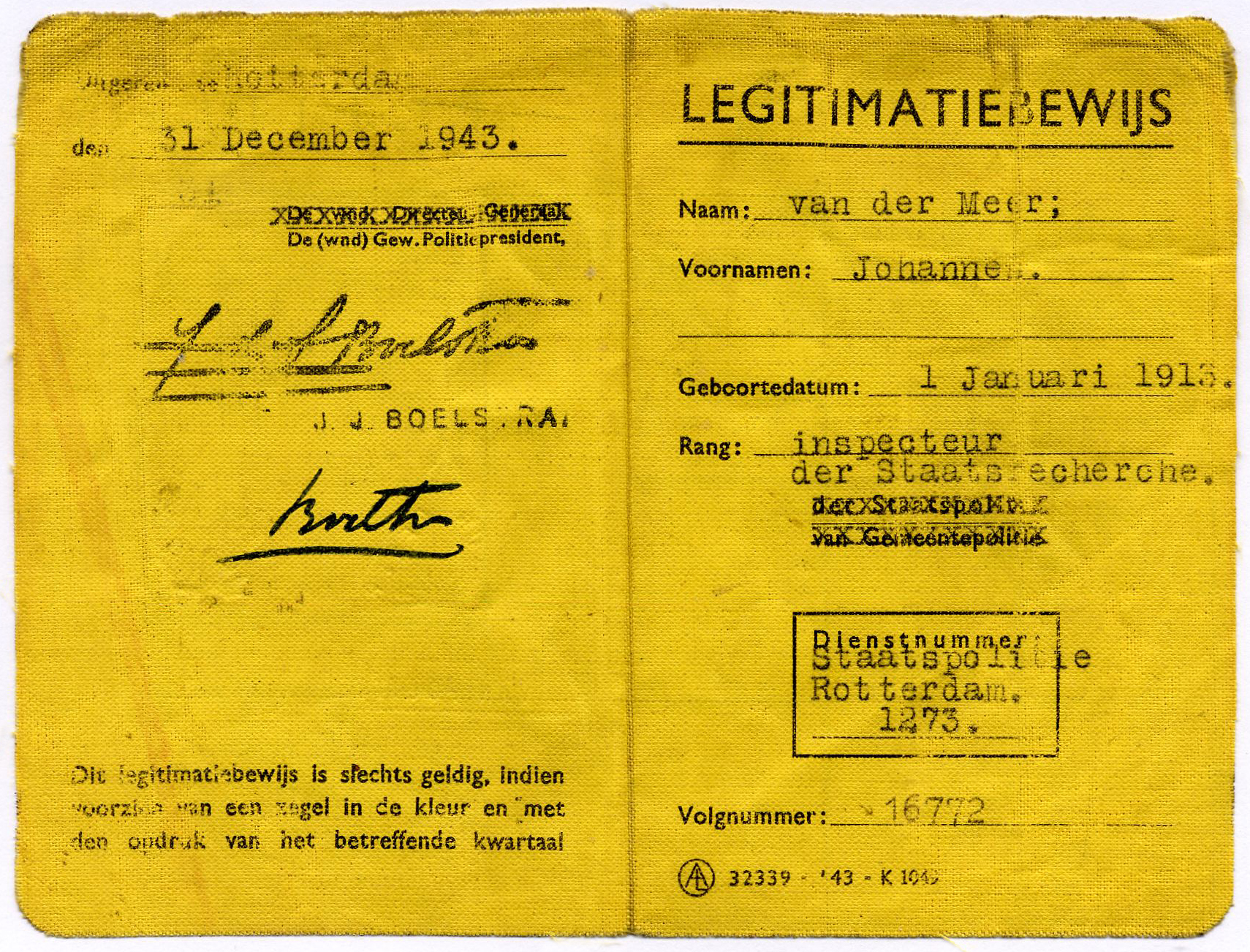
Binnenzijde hiervan
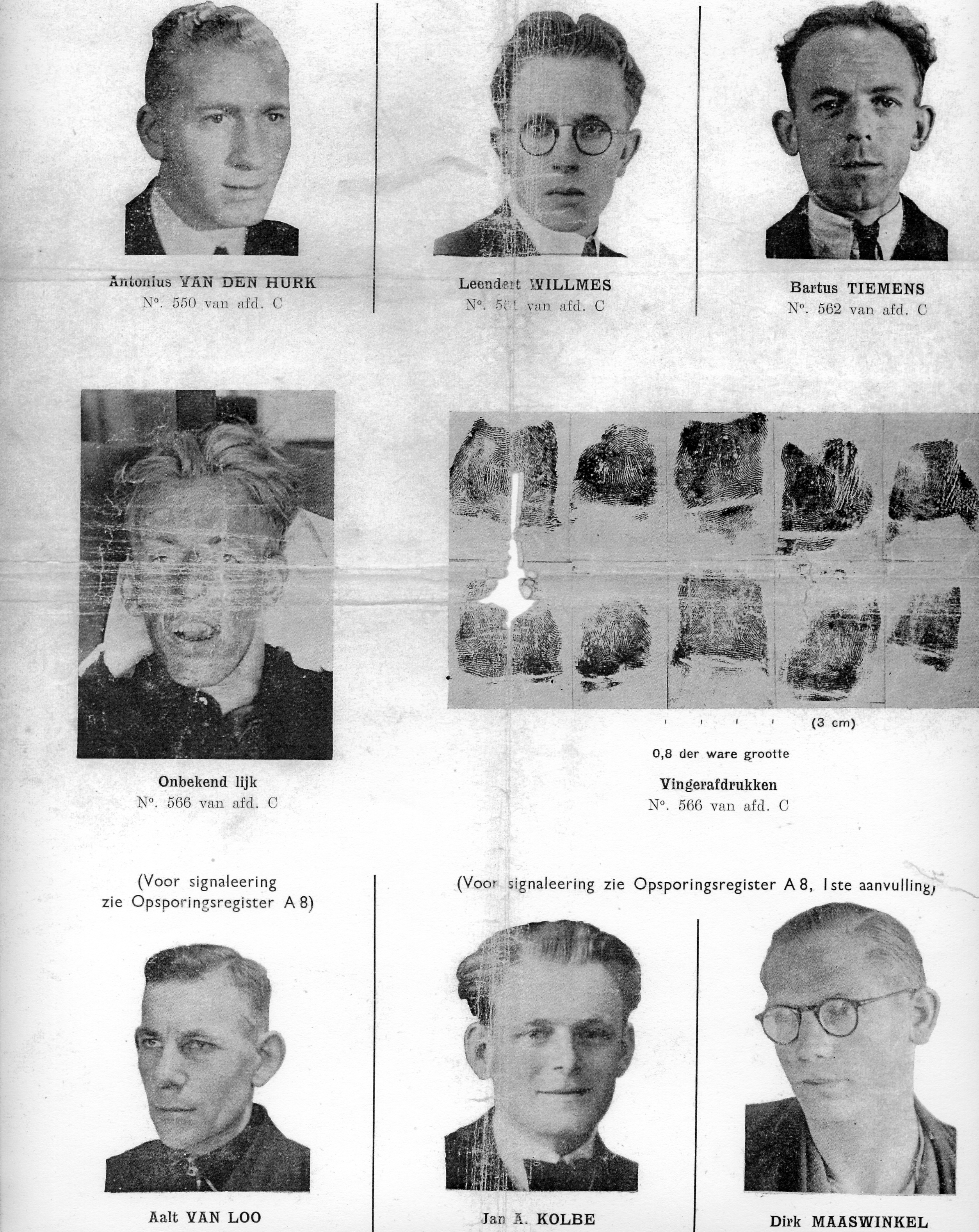
Algemeen Politieblad